# 358 v.Chr.
Het jaar 358 v.Chr. is een jaartal volgens de christelijke jaartelling. 

## Gebeurtenissen

### Perzië
- Artaxerxes III ("Ochus") volgt zijn vader Artaxerxes II op als koning van het Perzische Rijk.
- Artaxerxes III laat na de machtsovername alle prinsen uit het Huis der Achaemeniden vermoorden.
- De opstand van de Perzische satrapen wordt onderdrukt door Artaxerxes III.
- Koning Abdasthart (Strato) van Sidon pleegt zelfmoord als hij door Artaxerxes III tot de orde wordt geroepen.

### Griekenland
- Alexander van Pherae, tiran van Thessalië, wordt beschuldigd van allerlei wreedheden en vermoord door zijn familieleden.
- Philippus II van Macedonië verslaat in Illyrië de Pannoniërs en verovert het heuvelgebied tot het Meer van Ohrid.
- Thracië voert onderhandelingen met Athene over het bezit van de Thracische Chersonesos.

### Italië
- De Etrusken executeren 307 Romeinse krijgsgevangenen in Tarquinii.
- De Romeinen verslaan de Volsken (Volsci) ten zuidoosten van Rome en bevolken het gebied met Latijnse kolonisten.

### Europa
- Koning Sisillius II (358 - 352 v.Chr.) volgt zijn moeder Marcia op als heerser van Brittannië.

## Geboren
- Seleucus I Nicator, Macedonische veldheer en koning van het Seleucidenrijk (Syrië)

## Overleden
- Alexander van Pherae, tiran van Thessalië
- Artaxerxes II, koning van Perzië